# 渡辺實和子
渡辺 實和子（わたなべ みわこ、1939年 - ）は、日本のヴァイオリニスト。

## 経歴
中国北京市出身。7歳の頃ヴァイオリンを始める。小学5年生のとき桐朋学園大学音楽学部附属子供のための音楽教室に入室、中学生になってから鷲見三郎に師事。桐朋女子高等学校音楽科に入学し、在学中に様々なコンクールで受賞。
1957年の高校卒業後、フルブライト留学生としてカーティス音楽院に入学、5年間イヴァン・ガラミアンに師事。
卒業後ヨーロッパに渡り、カール・リヒターのミュンヘン・バッハ管弦楽団に入団。
その後ロスアンゼルスへ移り、ネヴィル・マリナー指揮のロサンジェルス室内管弦楽団のメンバー及びソリストとして9年間活動。1972年にセコイア・クヮルテットのメンバーとなり、同団体は1976年にワルター・ナウムブルク室内楽賞を受賞。
現在ジュリアード音楽院の教授であるチェリストのボニー・ハンプトンと、ピアニストのネイサン・シュワルツと、1986年にフランチェスコ・トリオを結成。サンフランシスコを基盤として、2002年まで同団体のヴァイオリニストとしてアメリカ各地で演奏や録音活動を行い、日本でも演奏した。
水戸室内管弦楽団及びサイトウ・キネン・オーケストラ創設以来のメンバーでもある。
ロスアンゼルスでは過去20年間、サウスベイ室内管弦楽団のコンサートマスターを続けている傍ら、後進の指導にも力を入れている。

## 受賞歴
- 1955年 全日本学生音楽コンクール 第1位[2]
- 1956年 日本音楽コンクール 第3位[3]
- 1976年 ワルター・ナウムブルク室内楽賞（英語版） 受賞[1]